# قطعنامه ۱۱۳۲ شورای امنیت
قطعنامه ۱۱۳۲ شورای امنیت سازمان ملل متحد که در تاریخ ۰۸ اکتبر ۱۹۹۷ تصویب شد، سندی بین‌المللی دربارهٔ بررسی وضعیت در سیرالئون است. این قطعنامه طی نشست ۳۸۲۲ام با ۱۵ رای موافق، ۰ مخالف و ۰ ممتنع تصویب شد.